# Cork (grevskap)
Cork (iriska: Corcaigh) är ett grevskap på Irland. Grevskapet är det sydligaste och största grevskapet i Irland. Det är även känt som The Rebel Country då det stödde tronpretendenten Perkin Warbeck under rosornas krig. Huvudort är Cork som dock ligger utanför grevskapet administrativt. Staden är den näst största i landet.
Den mest kända staden vid sidan av Cork är Cobh, tidigare Queenstown, där många utvandrare tog båten till USA, Kanada, Nya Zeeland och Sydafrika. Cobh var också den sista hamn som Titanic lade till vid.
Den västliga delen av Cork är ett populärt turistmål. Området har en sträcka med små landsbygder och öar, inkluderat Sherkin Island, Clear Island samt Dursey Island. Mizen Head är Irlands sydvästligaste punkt.
Under 1601 blev slaget vid Kinsale utkämpat i Cork. Detta slag var det sista stora nederlaget för det gamla irländska aristokratin. Irland lade efter detta vägen öppen för engelsk dominans.
Cork har två gaeltachtaí (iriskspråkiga områden): Múscraí i norr och Oileán Chléire (Clear Island), en ö i väst.

## Städer och samhällen
- Aghabullogue, Allihies
- Ballincollig, Ballycotton, Ballylickey, Ballinhassig, Ballydehob,  Ballygarvan,  Baltimore,  Bandon, Bantry,  Barleycove,  Blarney, Buttevant
- Carrigaline,  Castletownbere,  Castletownshend,  Castlemartyr,  Charleville,  Clonakilty,  Cloyne, Coachford, Cobh, Cork, Courtmacsherry, Crookhaven, Crosshaven
- Dunmanway, Doneraile
- Fermoy
- Glandore, Glanmire, Glengarriff, Glounthaune, Goleen, Gougane Barra
- Kanturk, Kinsale
- Leap
- Macroom, Mallow, Midleton, Millstreet, Mitchelstown, Monkstown
- Oysterhaven
- Ringaskiddy, Rosscarbery, Rylane
- Schull, Shanagarry, Skibbereen
- Timoleague
- Union Hall
- Youghal